# Knut Degner
Knut „Fiete“ Degner (* 17. August 1950 in Ilmenau; † 21. November 2012 in Schwerin) war ein deutscher Schauspieler, Hörspielsprecher, Regisseur und Journalist.

## Leben
Knut Degner absolvierte nach seinem Abitur eine Ausbildung als Mechaniker und studierte im Anschluss Schauspiel an der Theaterhochschule „Hans Otto“ in Leipzig.
Von 1975 bis 1990 war Knut Degner als Schauspieler und Regisseur an Theatern in Prenzlau, Brandenburg, Wismar, Schwerin und Parchim tätig. Er inszenierte und spielte auch Stücke in plattdeutscher Sprache. 1990 legte Knut Degner seine Theaterberufe vorübergehend nieder.
Vom 1. Januar 1991 bis zum 31. Dezember 1992 war er Pressesprecher der SPD-Fraktion im Landtag von Mecklenburg-Vorpommern. Nach den Ausschreitungen in Rostock-Lichtenhagen wurde er aufgrund der öffentlichen Kritik am Handeln mehrerer Personen, auch Personen aus seiner eigenen Partei, der SPD, beurlaubt und zum Niederlegen seines Amtes gebracht.
Knut Degner arbeitete dann für die ÖTV Nord und folgend als freier Journalist – u. a. für diverse Tageszeitungen, den Radiosender Ostseewelle und die Nachrichtenagentur ddp.
Ab 2004 kehrte er in seinen ursprünglichen Beruf als Schauspieler und Regisseur zurück und arbeitete an der Fritz-Reuter-Bühne in Schwerin. Daneben ging er weiter journalistischen Tätigkeiten nach.
Nach kurzer, schwerer Krankheit verstarb Knut Degner am 21. November 2012 in Schwerin.

## Knut Degner und das Pogrom in Rostock-Lichtenhagen 1992
Auszug aus einem offenen Brief von Knut Degner anlässlich der Pogrome in Rostock-Lichtenhagen 1992, abgedruckt in der SVZ am 31. August 1992:
„Ich bitte alle um Vergebung. Ich bitte alle um Vergebung, die in den letzten Wochen und Tagen durch das klägliche Versagen verantwortlicher Politiker Ängste und Schrecken erleben mussten, in Gefahr gerieten oder gar verletzt wurden. Ich fühle mich mitverantwortlich. Ich selbst habe nicht alles in meinen Kräften Stehende getan, um das Geschehene zu verhindern und ich schäme mich zutiefst.“
Auszug aus: Zeit
„Auch für Knut Degner, den Pressesprecher der SPD-Fraktion im Schweriner Landtag, ist alles klar, jedoch genau andersherum: „Die haben in Rostock alles laufen lassen, damit es knallt.“ Ministerpräsident Seite „lügt“ schlicht, und generell seien die Politiker in Rostock und Schwerin „politische Brandstifter“. Mit ihrer „Verantwortungslosigkeit, Ignoranz, Dummheit und ihrem Zynismus“ hätten sie die Krawalle provoziert, schreibt Degner nach der Sitzung in einem offenen Brief. Motiv der Gesinnungstäter? „Sie wollten weitere Ausländer vom Kommen abhalten.“ In Lichtenhagen hatten sie Erfolg.“
Auszug aus: Spiegel vom 6. September 2022:
„Der Fraktionssprecher der Mecklenburger SPD, Knut Degner, warf vorletztes Wochenende mehreren Politikern in Stadt und Land vor, gezielt die Volkswut provoziert zu haben: Mit deren Ausbruch hätten sie weitere Asylbewerber gezielt abschrecken wollen.
Der Rostocker Innensenator Peter Magdanz (SPD) habe, so Degner, in einem Gespräch sogar zugegeben, die Unterbringung von Asylbewerbern in Turnhallen statt in der wohnnahen ZASt sei bewusst unterlassen worden. Magdanz bestreitet die Vorwürfe, Degner ließ sich beurlauben.“

## Knut Degner als Sprecher in Hörspielen (Auswahl)
- 1975: Kurt Zimmermann: Nelken für ALTA (Teil 2: Heimliche Hilfe) (Hannes) – Regie: Klaus Zippel (Original-Hörspiel, Kinderhörspiel – Rundfunk der DDR)
- 1975: Mircea Stefanescu: Prinz Schön – Tränenkind (Kaiser) – Regie: Walter Niklaus (Hörspielbearbeitung, Kinderhörspiel – Rundfunk der DDR)
- 1975: Vaclav Cibula: Das Treffen (Ondra) – Regie: Albrecht Surkau (Originalhörspiel – Rundfunk der DDR)
- 1986: Brüder Grimm: Die Bärenhaut. Hörspiel frei nach dem Märchen der Gebrüder Grimm (2. Spieler) – Regie: Joachim Staritz (Hörspielbearbeitung, Kinderhörspiel – Rundfunk der DDR)[16]
- 1986: Mark Herzberg: Sieg um jeden Preis (Dr. Allan) – Regie: Joachim Staritz (Originalhörspiel, Kriminalhörspiel, Kurzhörspiel – Rundfunk der DDR)[17]
- 1988: Ulrich Frohriep: Der Maler und das Mädchen (Karl) – Regie: Joachim Staritz (Originalhörspiel, Kriminalhörspiel, Kurzhörspiel – Rundfunk der DDR)
- 2007: Johann Wolfgang von Goethe: Dat Späl von Dokter Faust. Schweriner Theaterfassung. Niederdeutsches Hörspiel (Vorlage: Faust I) (Wagner) – Regie: Bernd Reiner Krieger (Hörspielbearbeitung, Mundarthörspiel – RB/NDR)[18]

Quelle: ARD-Hörspieldatenbank

## Diskographie
- 2011: Hell ward dat in uns Stuben (Hörbuch-CD), Plattdütsch Wiehnachten mit de Fritz-Reuter-Bühn Schwerin[19]